# Байрак, Николай Владимирович
Николай Владимирович Байрак (укр. Микола Володимирович Байрак; род. 4 мая 1963 года, с. Красное Верхнеднепровского района Днепропетровской области) — украинский государственный деятель, депутат Верховной рады Украины II созыва (1994—1998).

## Биография
Родился 4 мая 1963 года в селе Красное Верхнеднепровского района Днепропетровской области.
Окончил металлургический факультет Днепродзержинского индустриального института в 1985 году по специальности «инженер-металлург»; в 2005 году окончил факультет высших руководящих кадров Национальной академии государственного управления при Президенте Украины в 2005 году, имеет звание магистра государственного управления. В 2005 году защитил диссертацию на соискание научного звания кандидата политических наук, тема диссертации  — «Этнополитический фактор в формировании украинской политической нации».
С августа 1985 по август 1988 года работал помощником мастера, затем инженером-технологом ПО «Южный машиностроительный завод», с августа 1988 года по июнь 1991 года был мастером, затем механиком цеха, помощником директора по общим и коммерческим вопросам, с июня 1991 года по ноябрь 1994 года — заместитель председателя, затем председатель профкома ПО «Азот» (г. Днепродзержинск).
В июле 1994 года стал народным депутатом Верховной рады Украины II созыва от Баглийского избирательного округа № 83 Днепропетровской области, в парламенте был членом Комитета по вопросам здравоохранения, материнства и детства. Депутатские полномочия истекли 12 мая 1998 года.
С мая 1998 года по апрель 2000 года был консультантом Украинской академии политических наук, с апреля по июль 2000 года — вице-президентом Депутатского клуба «Парламент».
С июля 2000 года по апрель 2001 года занимал должность начальника Управления социальной защиты и работы с населением Министерства Украины по вопросам чрезвычайных ситуаций и по делам защиты населения от последствий Чернобыльской катастрофы.
С июня 2001 по декабрь 2003 год был первым заместителем председателя Запорожской областной государственной администрации, избирался депутатом Запорожского областного совета 4 созыва (2002—2006).
С ноября 2003 года — президент Депутатского клуба «Парламент».
Награждён орденом «За заслуги» III степени.
Женат, имеет дочь.